# Dichochrysa nigropunctata
Dichochrysa nigropunctata là một loài côn trùng trong họ Chrysopidae thuộc bộ Neuroptera. Loài này được E. Pictet miêu tả năm 1865.